# Parainesis heterogyna
Parainesis heterogyna is een vlinder uit de familie van de spinneruilen (Erebidae). De wetenschappelijke naam van deze soort werd voor het eerst voorgesteld als Ilema heterogyna door George Francis Hampson in een publicatie uit 1910.
Deze soort komt voor in Zambia.